# Chmielnicki Uniwersytet Narodowy
Chmielnicki Uniwersytet Narodowy (ukr. Хмельницький національний університет, ХНУ) – ukraińska szkoła wyższa w Chmielnickim na Ukrainie, największy uniwersytet na Podolu. Kształcenie prowadzone jest w 40 specjalnościach na 7 fakultetach. Został założony 7 września 1962 jako fakultet ogólnotechniczny Ukraińskiego Instytutu Poligraficznego (ukr. загальнотехнічний факультет Українського поліграфічного інституту), a 29 sierpnia 1994 przekształcony w Technologiczny Uniwersytet Podola (ukr. Технологічний університет Поділля). Od 13 września 2004 ma obecną nazwę.

## Ogród Botaniczny Chmielnickiego Uniwersytetu Narodowego

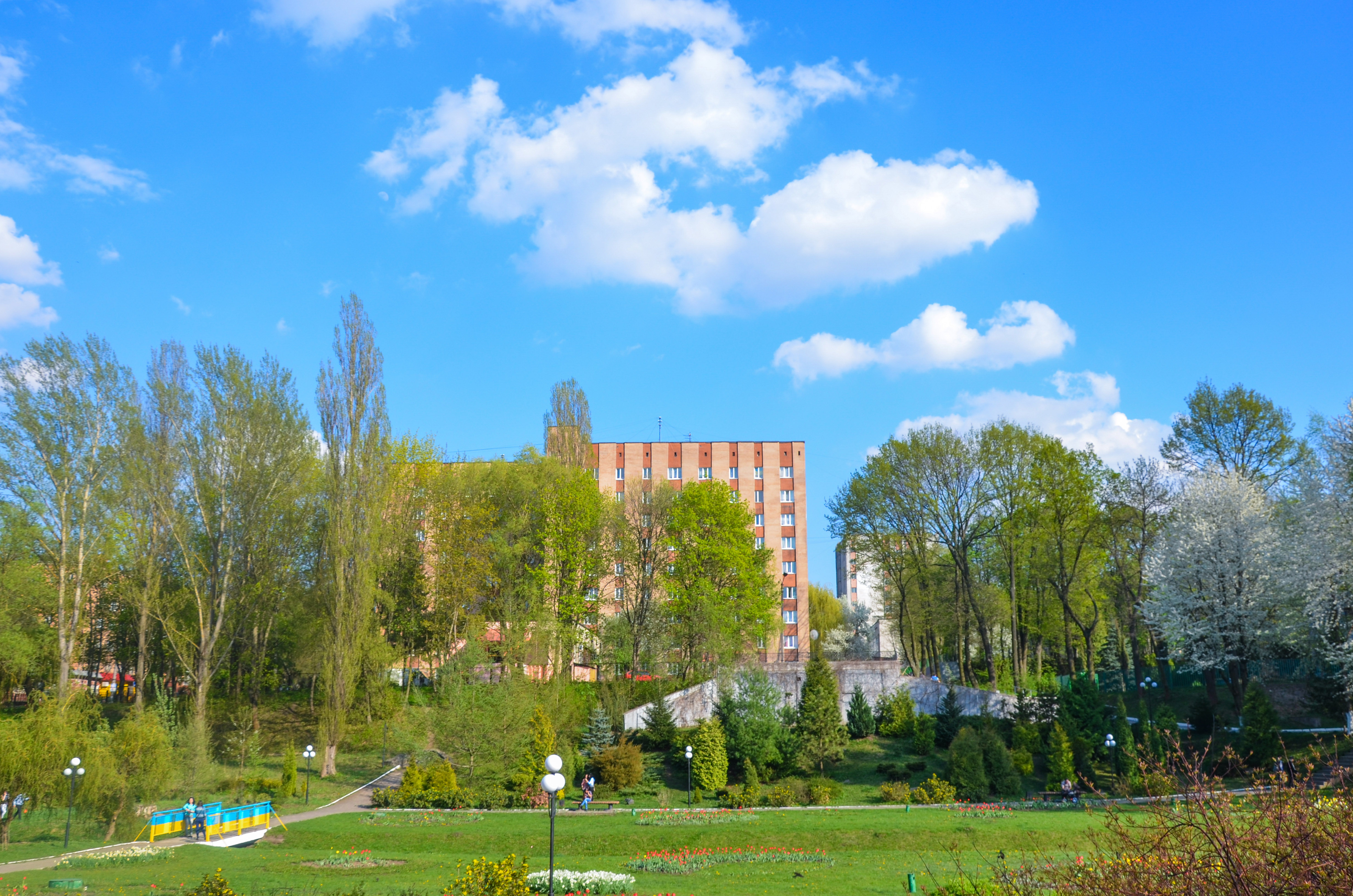
Na zdjęciu Ogród Botaniczny Chmielnickiego Uniwersytetu Narodowego

Ogród Botaniczny Chmielnickiego Uniwersytetu Narodowego jest ogrodem botanicznym o znaczeniu miejscowym. Zgodnie z rozporządzeniem Chmielnickiej Rady Obwodowej z dnia 11 listopada 2009 r. nr 20-24/2009 2,21 ha jego terytorium jest chronione prawem; powierzchnia całkowita wynosi 4,8 ha.
Dyrektorem ogrodu botanicznego jest kandydat nauk biologicznych, docent katedry ekologii Ludmyła Kazimirowa (ukr. Людмила Казімірова).